# Westend Gate
Westend Gate (wcześniej także Plaza Büro Center) – wieżowiec we Frankfurcie nad Menem, w Niemczech, o wysokości 159 m. Budynek został otwarty w 1976 roku, posiada 47 kondygnacji.